# Баламутівська сільська рада (Ярмолинецький район)
Баламу́тівська сільська́ ра́да — колишня адміністративно-територіальна одиниця та орган місцевого самоврядування в Ярмолинецькому районі Хмельницької області. Адміністративний центр — село Баламутівка.

## Загальні відомості
- Територія ради: 31,47 км²
- Населення ради: 921 особа (станом на 2001 рік)

## Населені пункти
Сільській раді були підпорядковані населені пункти:
- с. Баламутівка
- с. Лугове

## Склад ради
Рада складалася з 12 депутатів та голови.
- Голова ради: Гопчак Василь Петрович
- Секретар ради: Горбатюк Оксана Іванівна

### Керівний склад попередніх скликань
| Прізвище, ім'я, по батькові | Основні відомості                                                                          | Дата обрання | Дата звільнення |
| --------------------------- | ------------------------------------------------------------------------------------------ | ------------ | --------------- |
| Гопчак Василь Петрович      | Сільський голова, 1962 року народження                                                     | 26.03.2006   | 31.10.2010      |
| Гопчак Василь Петрович      | Сільський голова, 1961 року народження, освіта вища, член політичної партії «Наша Україна» | 31.10.2010   |                 |

Примітка: таблиця складена за даними сайту Верховної Ради України

### Депутати
За результатами місцевих виборів 2010 року депутатами ради стали:

#### За суб'єктами висування
| Суб'єкт висування             | Кількість обраних депутатів | %    |
| ----------------------------- | --------------------------- | ---- |
| Партія регіонів               | 5                           | 41,7 |
| Самовисування                 | 4                           | 33,3 |
| Політична партія «Фронт Змін» | 2                           | 16,7 |
| Народна партія                | 1                           | 8,3  |

#### За округами
| № округу                      | Прізвище, ім'я, по батькові     | Дата визнання обраним | Освіта  | Партійна приналежність              | Відомості про обраного депутата                                      |
| ----------------------------- | ------------------------------- | --------------------- | ------- | ----------------------------------- | -------------------------------------------------------------------- |
| Народна Партія                |                                 |                       |         |                                     |                                                                      |
| 3                             | Горбатюк Оксана Іванівна        | 04.11.2010            | вища    | позапартійна                        | Баламутівська сільська рада, секретар                                |
| Партія регіонів               |                                 |                       |         |                                     |                                                                      |
| 6                             | Кузьмич Ніна Петрівна           | 04.11.2010            | середня | член Партії регіонів                | Хмельницький обласний онкологічний диспансер, молодша медична сестра |
| 9                             | Ткачук Катерина Петрівна        | 04.11.2010            | середня | член Партії регіонів                |                                                                      |
| 10                            | Осанюк Марія Іванівна           | 04.11.2010            | середня | член Партії регіонів                | Лугівський магазин-бар, продавець                                    |
| 11                            | Кушнір Катерина Іванівна        | 04.11.2010            | середня | член Партії регіонів                | Хмельницький обласний тубдиспансер, буфетниця                        |
| 12                            | Азєєв Володимир Іванович        | 04.11.2010            | середня | позапартійний                       |                                                                      |
| Політична партія «Фронт Змін» |                                 |                       |         |                                     |                                                                      |
| 4                             | Пасічний Володимир Анатолійович | 04.11.2010            | вища    | член Політичної партії «Фронт Змін» | ХАС № 3 спілки автомобілістів України, охоронець                     |
| 5                             | Вельський Петро Володимирович   | 04.11.2010            | середня | член Політичної партії «Фронт Змін» | Баламутівський сільський будинок культури, директор                  |
| Самовисування                 |                                 |                       |         |                                     |                                                                      |
| 1                             | Дмитришина Ольга Михайлівна     | 04.11.2010            | вища    | позапартійна                        | приватний підприємець                                                |
| 2                             | Гула Олег Анатолійович          | 04.11.2010            | вища    | позапартійний                       | Баламутівська загальноосвітня школа, вчитель                         |
| 7                             | Пасічна Ганна Олександрівна     | 04.11.2010            | середня | позапартійна                        | пенсіонер                                                            |
| 8                             | Гула Лариса Миколаївна          | 04.11.2010            | вища    | позапартійна                        | Баламутівська загальноосвітня школа І-ІІІ ст., вчитель               |